# الحنانة (البيضاء)

تعديل مصدري - تعديل

الحنانة هي إحدى قرى عزلة الهجرة بمديرية البيضاء التابعة لمحافظة البيضاء، بلغ تعداد سكانها 343 نسمة حسب تعداد اليمن لعام 2004.